# جو بيسر
جو بيسر (بالإنجليزية: Joe Besser)‏ مواليد 12 أغسطس 1907 في سانت لويس، الولايات المتحدة - الوفاة 1 مارس 1988 في كاليفورنيا، الولايات المتحدة، هو ممثل وكوميدي أمريكي بدأ مسيرته الفنية سنة 1919. امتدت مسيرته الفنية لأكثر من 69 عاما.

## الأعمال
- الراهب
- كين موراي
- باتمان
- دون ريكلز
- فرقة المطاردة
- الثنائي المدهش

## وصلات خارجية
- جو بيسر على موقع IMDb (الإنجليزية)
- جو بيسر على موقع الموسوعة البريطانية (الإنجليزية)
- جو بيسر على موقع ألو سيني (الفرنسية)
- جو بيسر على موقع تيرنر كلاسيك موفيز (الإنجليزية)
- جو بيسر على موقع أول موفي (الإنجليزية)
- جو بيسر على موقع قاعدة بيانات برودواي على الإنترنت (الإنجليزية)
- جو بيسر على موقع قاعدة بيانات الأفلام السويدية (السويدية)
- جو بيسر على موقع إن إن دي بي (الإنجليزية)
- جو بيسر على موقع ديسكوغز (الإنجليزية)
- جو بيسر على موقع قاعدة بيانات الفيلم (الإنجليزية)
- الموقع الرسمي